# Клепачка (Ченстоховський повіт)
Клепачка (пол. Klepaczka) — село в Польщі, у гміні Старча Ченстоховського повіту Сілезького воєводства.
Населення — 165 осіб (2011).

## Демографія
Демографічна структура станом на 31 березня 2011 року:
|          | Загалом | Допрацездатний вік | Працездатний вік | Постпрацездатний вік |
| -------- | ------- | ------------------ | ---------------- | -------------------- |
| Чоловіки | 84      | 14                 | 57               | 13                   |
| Жінки    | 81      | 13                 | 43               | 25                   |
| Разом    | 165     | 27                 | 100              | 38                   |